# موسى العصامي
موسى بن محسن بن حسين العصامي (1882 - 12 ديسمبر 1936) (1300 - 29 رمضان 1355) فقيه جعفري وكاتب وشاعر عراقي عثماني. ولد في النجف ونشأ ودرس بها. تلمذ في الفقه والأصول على علماءها الكبار حتى برع وحصل عى إجازة بالاجتهاد من أحمد كاشف الغطاء. شارك في ثورة العشرين، ونفي إلى المملكة الإيرانية ثم عاد إلى النجف بعد إنشاء المملكة العراقية، فاشتغل بالتدريس والتأليف. وله مؤلفات في موضوعات شتى، كما له ديوان ومنظومات شعرية. توفي في كربلاء عن عمر 54 عامًا ودفن في النجف.

## سيرته
هو موسى بن محسن بن حسين بن محمد بن علي العصامي. تعرف أسرته بـآل العصامي نسبة العصامات إحدى أفخاذ جليحة القبلية الفراتية. ولد في النجف سنة 1300 هـ/ 1882 م وقيل 1305 هـ/ 1887 م، ونشأ بها. تلقى علومه عن آبائه وكان جده من فقهاء عصره. ثم حضر دروسه على علماء عصره، منهم: محمد حسين كاشف الغطاء، محمد حسين الخليلي، وحسن الدشتي، وعبد الكريم شرارة، وحسين راضي القزويني، ويوسف الفقيه، وعبد الرسول الحلبي، وجواد القزويني، ومحمد حسين النائيني، ومحمد تقي الشيرازي وغيرهم حتى صار من الفقهاء الجعفرية.

برز عالمًا دينيًا ومؤرخًا وخطيبًا واعظًا، مثّل بعض المراج الدينية في بعض مدن العراقية، كمحمد كاظم اليزدي، ثم استقل بنفسه في مهام الدينية. شارك في ثورة العشرين، ونفي إلى المملكة الإيرانية ثم عاد إلى النجف فاشتغل بالتدريس، ومن تلامذته: راضي الطباطبائي.

توفي في كربلاء يوم 29 رمضان 1355/ 12 ديسمبر 1936 فحمل جثمانه إلى مسقط رأسه ودفن بها. 

## شعره
له شعر كثير، قاله في مناسبات مختلفة. جاء عن معجم البابطين «المتاح من شعره قليل، نظمه في الأغراض المألوفة من مدح ورثاء وتهنئة وشكوى الزمان، فمدح ورثى آل البيت ومعاصريه من شيوخه وأصدقائه وأمراء زمانه، بدأ بعض قصائده بمقدمة غزلية. أفاد من الموروث الشعري القديم في معانيه وأخيلته. لغته قوية جزلة، ومعانيه متكررة، وبلاغته قديمة تراوح بين البديع والبيان، له قصيدة في مراجعة النفس قالها في مرض موته، يستعيد فيها مشاهد من حياة مضت، ويعرضها على حاضر مقبل على مجهول.» 

## مؤلفاته
له مؤلفات عديدة، منها:
- «الأحكام العقلية في القرآن»
- «البراءة والولاية العامة»
- «البيان والتبيين في الجامعة بين السنّة والقرآن»
- «الدراية في تصحيح الرواية»
- «الدعوة الحسينية»
- «العقل وبيان اعتباره في أحكام المعاد والمعاش»
- «الهدى والاتحاد»، أهداها إلى أنصار الدستور العثماني
- «تاريخ الثورة العراقية»
- كتاب في الكلام
- منظومة في الإمامة
- «نتائج العالم»

## وصلات خارجية
- في بوابة الشعراء